# God Save the Queen (Sex Pistols)
God Save the Queen är en låt av punkbandet Sex Pistols och finns med på skivan Never Mind the Bollocks, Here's the Sex Pistols från 1977. Den släpptes även som singel med låten "Did You No Wrong" som B-sida. Titeln är direkt tagen från den engelska nationalsången "God Save the Queen". Låten riktar sig alltså till Englands drottning Elizabeth II och monarkin, men kom för en bred publik att uppfattas som själva sinnebilden för punkrörelsen. Låten släpptes lagom till drottningens 25-årsjubileum, och ansågs kontroversiell och texten innehåller kritik mot både drottningen och politikerna.
Covers på låten har gjorts av Foo Fighters på MTV Europe Music Awards 2007, Jenny Öhlund & Downliners Sect, på albumet Rendezvous (2004), av Motörhead, på We Are Motörhead (2000), och av Anthrax, på Armed and Dangerous (1985).